# Saltdikdik
De saltdikdik (Madoqua saltiana)  is een zoogdier uit de familie van de holhoornigen (Bovidae). De wetenschappelijke naam van de soort werd voor het eerst geldig gepubliceerd door de Blainville in 1816.

## Voorkomen
De soort komt voor in Djibouti, Eritrea, noordelijk Ethiopië, noordoostelijk Soedan en Somalië. 